# 通州街道
通州街道是中国江西省新余市渝水区下辖的一个街道。